# Hermann Goedsche
Hermann Ottomar Friedrich Goedsche, známý pod pseudonymem Sir John Retcliffe (12. února 1815 – 8. listopadu 1878), byl německý spisovatel dobrodružných knih a antisemita, který nepřímo přispěl ke vzniku Protokolů sionských mudrců.

## Život
Hermann Ottomar Friedrich Goedsche se narodil roku 1815 jako syn starosty v pruském Trachenbergu (dnes Żmigród v Polsku). Ačkoliv patřil na střední škole v Breslau k nejlepším, finanční situace jeho rodiny mu nedovolila dále studovat. Musel se proto roku 1833 stát poštovním úředníkem v obci Stralkowo (dnes Strzałkowo v Polsku). Poté pracoval v Suhlu (1834), Berlíně (1838), Bocholtu (1839) a Düsseldorfu (1844). Byl však také agentem provokatérem pruské tajné policie a po odhalení toho, že falšoval důkazy, musel poštovní službu opustit.
Od roku 1848 pracoval pro berlínské Neue Preußische Zeitung (Kreuzzeitung) společně s významnými Němci jako byl Theodor Fontane nebo Otto von Bismarck. Roku 1853 odjel jako novinář do Turecka, odkud informoval o průběhu Krymské války. Spolupráci s novinami ukončil roku 1874 a odstěhoval se do Bad Warmbrunnu (dnes Cieplice Śląskie-Zdrój, součást polského města Jelení Hora), kde se stal ředitelem vojenského lázeňského domu. Zde také roku 1878 zemřel.

## Dílo
Snahou Goedscheho bylo finančně si psaním přilepšit k platu poštovního úředníka, což se mu povedlo. Jeho první kniha Der letzte Währinger vyšla již roku 1835 pod pseudonymem Theodor Armin a byla velice úspěšná, stejně jako jeho ostatní romány.
Goedsche psal dobrodružné historické romány ovlivněné dílem Waltra Scotta a Charlese Sealsfielda, doplněné o sexuální brutalitu a další senzační prvky ve stylu Alexandra Dumase staršího, Paula Févala staršího a Eugèna Suea. Byl také otevřeně antisemitský a jako pruský šovinista měl hlubokou averzi vůči k britskému kolonialismu a všemu britskému vůbec. Jeho politické názory na „proradný Albion“ jsou v jeho románech jasně vyjádřeny. Proto také přijal anglický pseudonym sir Retcliffe, aby jeho postoje byly považovány za autentické.

## Vliv na vznik Protokolů sionských mudrců
Goedsche má také nezanedbatelný podíl na vzniku protižidovského pamfletu Protokoly sionských mudrců. Ve svém románu Biarritz (1868) popsal v kapitole Auf dem Judenkirchhof in Prag (Na židovském hřibově v Praze) ve stylu Dumasova Josefa Balsama, jak se zástupci dvanácti kmenů Izraele pravidelně jednou za sto let setkávají o půlnoci na Židovském hřbitově v Praze, aby zhodnotili výsledky svého dlouhodobého spiknutí na ovládnutí světa. Mezi metody k dosažení tohoto cíle je získání pozemkového majetku, podkopání vlivu křesťanské církve, přeměna řemeslníků na průmyslové dělníky, infiltrace do vysokých veřejných úřadů, ovládnutí tisku atp. Tato fiktivní událost byla často později citována jako autentická, kapitola kolovala i v carském Rusku, je považována za jeden ze zdrojů Protokolů a slouží jako důkaz jejich pravosti. V nacistickém Německu vyšla kapitola samostatně v mnoha vydáních. To mělo za následek, že po roce 1945 nejsou již Goedscheovy knihy tak často vydávány.

## Česká vydání
- Revoluce za revolucí, Alois Hynek, Praha 1911, znovu 1931, přeložil K. Ch. a K.W., osm dílů, obsahuje romány Villafranca a Deset let.
- Povstání v Indii, Alois Hynek, Praha 1920, znovu 1929, přeložil K. Ch., tři díly: Tyranové země, Zlé sémě a Žeň hříchu.
- Poklad Inků, Alois Hynek, Praha 1930, přeložili Oskar Reindl a Josef Žemla, tři díly.
- Od Bajkalu k rudému moři,[p 3] Toužimský a Moravec, Praha 1934, přeložil Karel Čvančara, dva díly:.
  - Kněžna sibiřských plání,
  - Černé veličenstvo.
- Kříž a půlměsíc, Toužimský a Moravec, Praha 1934–1935, přeložil Karel Čvančara, tři díly:
  - Skadarská vlčice, Toužimský a Moravec, Praha 1934,
  - V zemi půlměsíce, Toužimský a Moravec, Praha 1934,
  - Pohřbený prapor, Toužimský a Moravec, Praha 1935.
- Tajemství židovského hřbitova v Praze, Orbis, Praha 1942, znovu 1943.